# Internet en Canadá

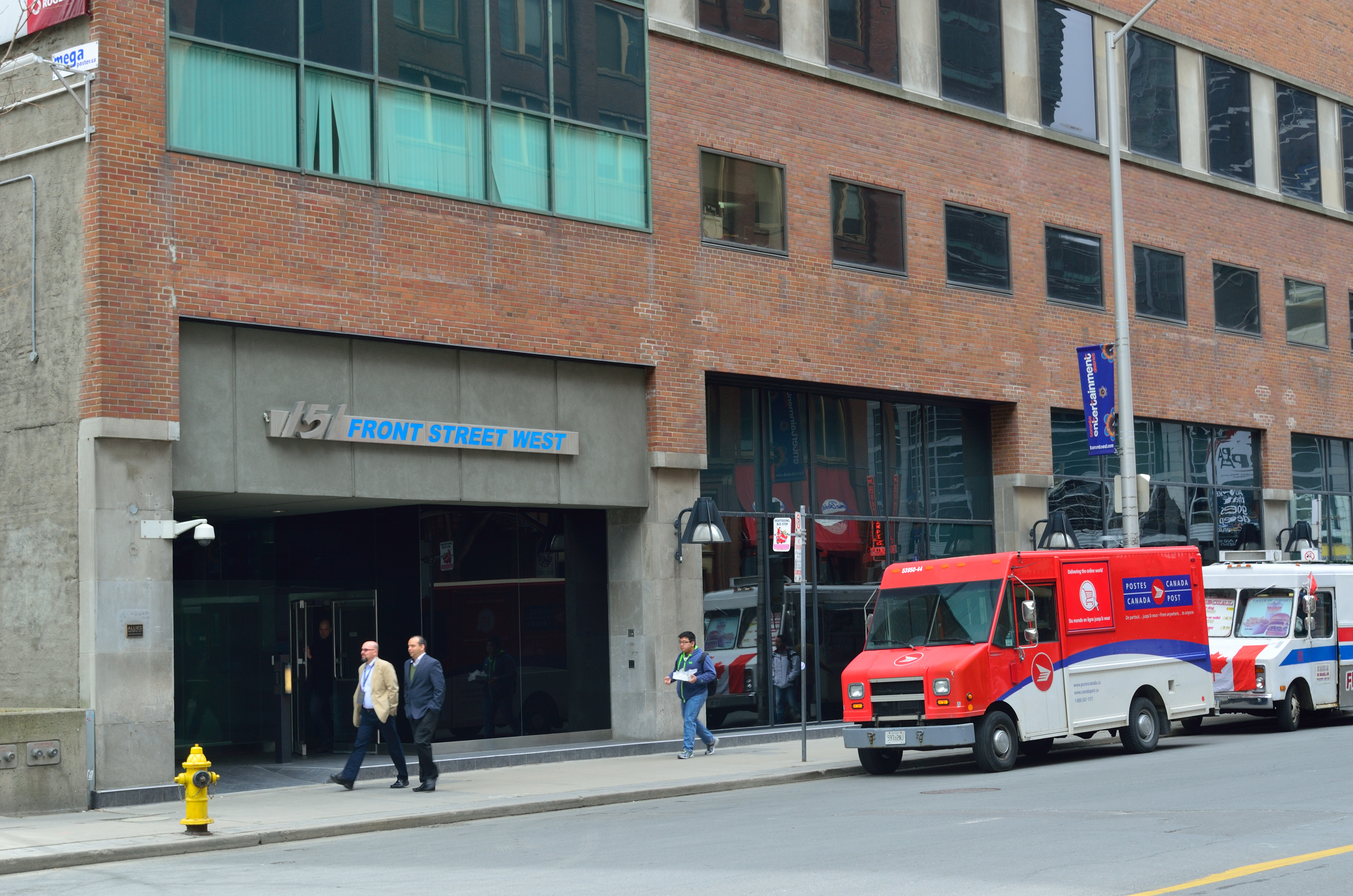
Toronto Internet Exchange, el punto de intercambio de Internet más grande de Canadá.

Canadá ocupa el puesto 21 en el mundo en uso de Internet con 31,77 millones de usuarios en julio de 2016 (estimado). Esto es el 89,8% de la población.

## Uso de la web
Según el CIRA 2013 Factbook, los canadienses pasan más tiempo en línea que cualquier otra persona en el mundo: un promedio de 45 horas al mes. También ven más videos en línea, con un promedio de 300 visitas por mes en 2011.
Los sitios web más populares en Canadá son sitios importantes como Google, Facebook y YouTube. El decimoséptimo sitio web más popular, Pornhub, tiene su sede en Montreal, Quebec.
Los sitios web nativo canadienses más populares son las principales empresas de medios de comunicación canadienses, que mantienen una amplia presencia en la web. Según un informe de febrero de 2008 de comScore, los sitios canadienses más populares son Quebecor Media, principalmente Canoe.ca, seguidos de cerca por CTVglobemedia, que incluye globeandmail.com y CTV.ca.
Según los investigadores de Harvard, Canadá tiene algunos de los estándares de Internet más bajos entre los países de la OCDE, como resultado de los altos costos y las lentas velocidades de Internet.

## Historia
La primera interconexión de computadoras en Canadá para compartir archivos y transferir correos electrónicos surgió de un proyecto de 1983 para conectar a la red aproximadamente 20 universidades canadienses, que fue iniciado e impulsado en la Universidad de Guelph por un pequeño equipo que incluía a Bob McQueen, Kent Percival y Peter Jaspers-Fayer. El protocolo de la computadora central RSCS de IBM se diseñó originalmente para conectar impresoras apartadas y lectores de tarjetas a computadoras centrales, pero se adaptó fácilmente a este nuevo uso de redes de intercambio de archivos y reenvío de correo electrónico. Las líneas de telecomunicaciones dedicadas, típicamente 2400 bits por segundo, se alquilaron punto a punto entre universidades vecinas, y cada universidad pagó el costo de una línea alquilada a su vecina más cercana.
El esquema se produjo después del desarrollo de la red BITNET en los Estados Unidos que utilizaba los mismos protocolos. Una interconexión entre el grupo de universidades canadienses, llamado NetNorth, y la red BITNET más grande y de rápido crecimiento en los EE. UU. se negoció y se puso en funcionamiento en 1984. Antes del final del año siguiente, la conectividad a BITNET estaba en su lugar, 100 años después del día en que se produjo el último pico en el ferrocarril que cruza Canadá. Se desarrollaron otros accesos para interconectarse con ARPAnet, CSNET, NSFNET (en 1989) y otras. Las primeras universidades canadienses que los adoptaron pronto pudieron conectarse a muchos miles de nodos de redes informáticas en los EE. UU. e internacionalmente. Esta "red de redes" internacional llegó a conocerse como Internet.

## Intercambio de archivos
Canadá tiene el mayor número de personas que intercambian archivos per cápita en el mundo. 
En general, la copia o distribución no autorizada de material con derechos de autor, ya sea con fines de lucro o para uso personal, es ilegal según la Ley de derechos de autor de Canadá. Sin embargo, se hacen ciertas exepciones para la copia de trato justo de pequeñas partes de obras protegidas por derechos de autor, para actividades como estudios privados, críticas y reportajes de noticias. Además, la ley permite que la copia de grabaciones sonoras de obras musicales para uso personal no sea una infracción de los derechos de autor. Esto está respaldado por un impuesto sobre los soportes de grabación en blanco, que se distribuye a los sellos discográficos y los músicos, aunque no de manera uniforme. Si bien la descarga o carga no autorizada de obras completas con derechos de autor, como libros, películas o software, es ilegal según la Ley, la situación con respecto a los archivos de música es más compleja.

## Redes de fibra óptica

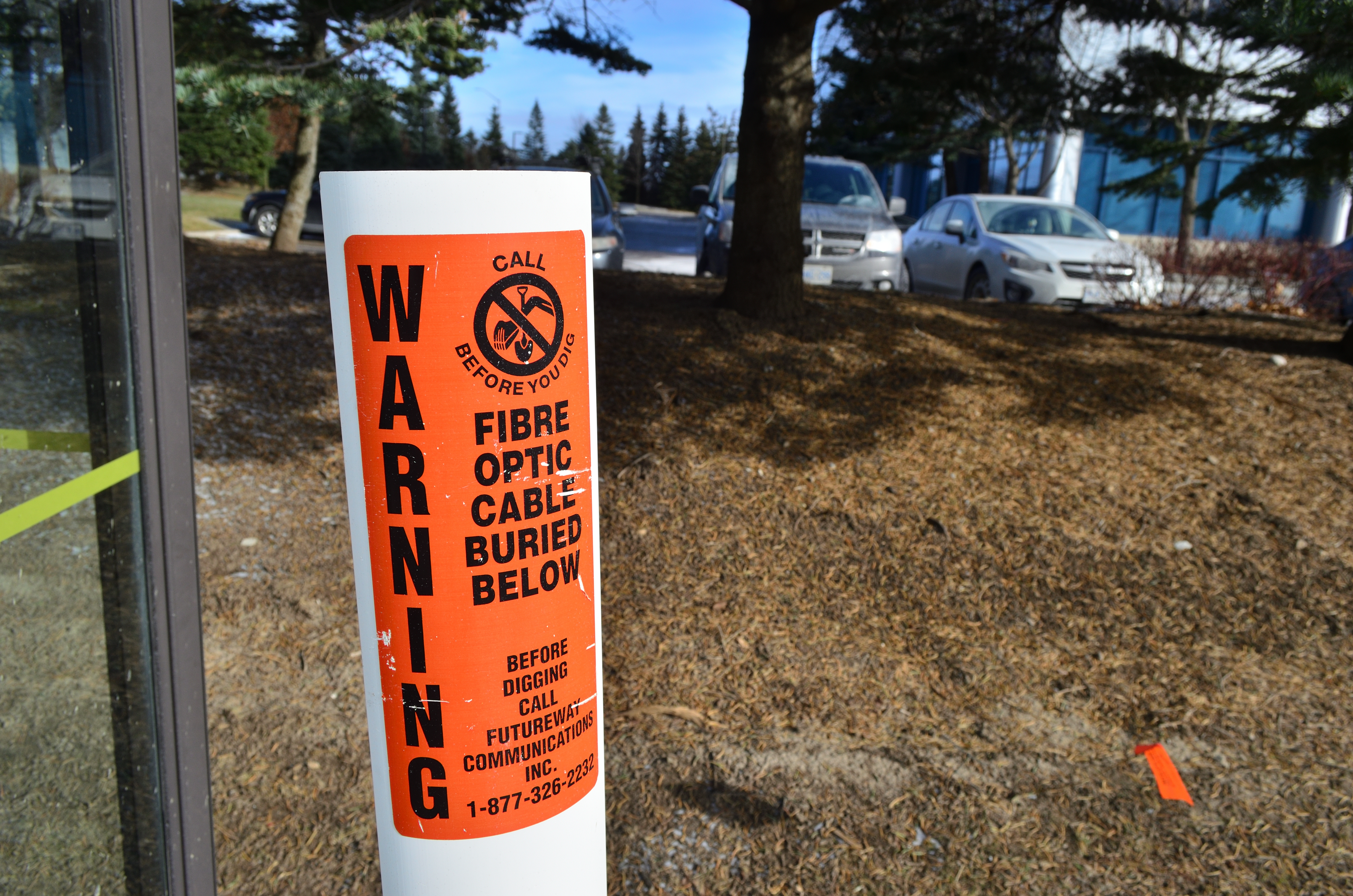
Fibra óptica Rogers FCI Broadband enterrada en Ontario.

Varios proveedores, incluyendo Bell Canada y Rogers Comunicaciones en el este de Canadá, Telus Internet en BC y Alberta, y SaskTel en Saskatchewan han realizado inversiones en la mejora de su infraestructura para proporcionar conectividad de fibra óptica en el último tramo, o fibra hasta el hogar (FTTH). En diciembre de 2016, la empresa local MNSi Telecom anunció una construcción de fibra de 35 millones de dólares en Windsor, Ontario.
En julio de 2015, la CRTC determinó que las principales empresas de telecomunicaciones que proporcionan fibra hasta el hogar deben permitir que los proveedores más pequeños compren acceso mayorista a sus redes. Bell Canada intentó oponerse al fallo, pero fracasó.

## Comparación
Los ISP canadienses regionales se comunican a través de algunos importantes puntos de intercambio de Internet, el más notable de los cuales es el Internet de Toronto Internet Exchange. Sin embargo, estas redes regionales suelen compartir las mismas redes troncales para una conectividad de mayor distancia.
El mayor proveedor de DSL de Canadá es Bell Internet (anteriormente Bell Sympatico). Bell posee y mantiene la conectividad de la capa física a través de una combinación de redes de fibra óptica, DSLAM y Equipo Local del Cliente. En Columbia Británica (BC), Alberta (AB) y partes de Quebec (QC), la empresa de telecomunicaciones beneficiaria es Telus, que posee los DSLAM y la fibra, y proporciona muchos de los mismos servicios que ofrece Bell.
Los otros implicados importantes que ofrecen servicios de DSL e IPTV son SaskTel en Saskatchewan y Manitoba Telecom Services (MTS) en Manitoba . Las velocidades de descarga son de hasta 25 Mbit/s para usuarios promedio, aunque las actualizaciones recientes ahora hacen posible la HDTV y velocidades mucho más altas.[cita requerida]
Para las ofertas de cable, se utilizan equipos basados en el estándar de América del Norte DOCSIS. Los proveedores de Internet por cable más grandes de Canadá son Shaw Communications (oeste) y Rogers Cable (este), que ofrecen velocidades de Internet de hasta 1000 Mbit/s.

## Facturación basada en uso
Muchos consideran que los límites de ancho de banda del Internet son demasiado restrictivos, debido a la creciente popularidad de los servicios de transmisión de medios en línea como Netflix, que requieren grandes cantidades de ancho de banda.
La decisión de imponer límites de ancho de banda a los ISP independientes más pequeños causó controversia en 2011 cuando la Comisión Canadiense de Radiodifusión y Telecomunicaciones (CRTC), el regulador de telecomunicaciones de Canadá, aprobó una solicitud de Bell Internet para comenzar, el 1 de marzo de 2011, a aplicar un límite de ancho de banda a los usuarios de ISP independientes más pequeños que utilizan la infraestructura de última milla de Bell. Esta nueva estructura de facturación se denomina "facturación basada en uso" o UBB (por las siglas en usage-based billing).
Bell presionó por un límite tan pequeño como 25 gigabytes de transferencia por mes, más un pago adicional de 1 a 2 dólares canadienses por cada GB por encima del límite. La intención declarada era evitar que los clientes de ISP independientes congestionen la red de Bell, porque muchos ISP independientes ofrecen servicio con ancho de banda ilimitado, mientras que la mayoría de los principales ISP canadienses no lo hacen. La CRTC fue criticada por permitir que Bell utilizara prácticas anticompetitivas para favorecer sus propias ofertas de Internet y televisión. Bell también está bajo fuego por imponer su propia estructura de precios y negocios a sus mayoristas. Bell admite que más del 10 por ciento de sus suscriptores (en el momento de dicho límite de descarga) exceden su límite, lo que resulta en una facturación adicional.
Muchos usuarios inteligentes de Internet también acusan a Bell de falsificar información al público sobre la congestión de la red. La congestión de la red se debe principalmente a que muchos usuarios acceden a Internet al mismo tiempo (después de la escuela o trabajo, de 17:00 a 22:00) y no solo por los usuarios grandes. Se recibieron críticas similares cuando Eastlink Rural Connect aplicó la facturación basada en uso en julio de 2015, lo que, según muchos usuarios, empeoró la congestión en las horas pico.
El 2 de febrero de 2011, el ministro de industria Tony Clement y el primer ministro Stephen Harper pidieron a la CRTC que revocara la decisión. Al día siguiente, la CRTC anunció que retrasaría su decisión en 60 días.
Hay algunos partidarios de la facturación basada en uso a tarifas más bajas en lugar de los actuales $2/GB. Un ejemplo es TekSavvy, que proporciona servicios de Internet por cable "Lite" (6 Mbit/s de descarga, ¼ Mbit/s de carga) a $30.95 por mes con 300 GB, equivalente a alrededor de 10¢/GB. Rogers Hi-Speed Internet ofrece acceso a Internet a la misma velocidad por $41,49/mes pero con solo 20 GB, equivalente a alrededor de $2,07/GB. La diferencia de $1.97/GB entre los dos proveedores es una razón clave por la que los defensores de los consumidores se oponen a la facturación basada en uso. Algunos también afirman que a los titulares les cuesta tan solo 3¢/GB.
Los partidarios también sugieren que en lugar de un sistema basado en multas (los usuarios grandes pagan más), un sistema basado en el crédito (los usuarios livianos se abonan mensualmente) sería mucho más justo y amigable para el consumidor.